# Fix och Foxi

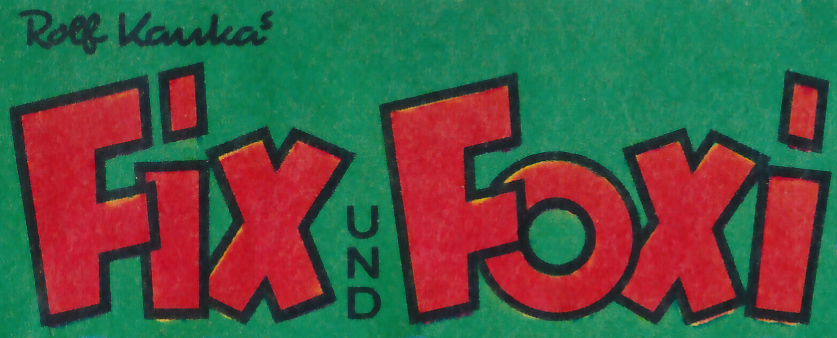
Logotyp för Fix och Foxi från 1979

Fix och Foxi var en tysk tecknad serie skapad 1953 av Rolf Kauka, en fabeldjursserie om två rävpojkar. Till Sverige kom denna tidning 1958 och utgavs av Förlagshuset Norden. Serien hade blivit populär i Tyskland men i Sverige gick det istället trögt. Tidningen upphörde sedan 1961.
1972-73 gavs Fix & Foxi ut i albumform. Det första albumet bar namnet 'Öden och äventyr', och det andra albumet hette 'På nya upptåg'.
Ett nytt försök att marknadsföra tidningen gjordes 1979. Denna gång gavs den ut av Skandinavisk Press med Rolf Nilstam som ansvarig utgivare. Nummer 1/79 hade föregåtts av en gratisutgåva (nr 0/79) som distribuerades till vissa utvalda hushåll, och marknadsfördes då tillsammans med tidningen SKOJ. Inte heller denna gång blev tidningens existens i Sverige långvarig, utan den försvann igen redan 1981 efter totalt 65 utgivna nummer, som 1979-80 utkom varannan fredag, och 1981 utkom varje fredag. Under den andra omgången mellan 1979 och 1981 fanns även Smurferna med i tidningen.
1980 började även Fix & Foxi att ges ut i pocketböcker, 196 sidor i färg. Förutom Fix & Foxi fanns även serien 'De 7 Snipparna' (på tyska Die 7 Schnuckel) med, om sju snippar och en trollkunnig kvinna som hette Snippan.
Fix och Foxi var tecknade i en stil som på många sätt påminde om serierna skapade av Disney. Många av figurerna hade starka drag av Disneys figurer. Seriernas skapare Rolf Kauka har också benämnts som Tysklands Walt Disney. I Tyskland blev också serierna mycket populära men utanför Tyskland var serierna ganska okända. En av orsakerna kan vara att Disney sedan lång tid hade marknadsförts med stor framgång i övriga Europa och därför blev det svårt för konkurrerande serier i liknande stil att få framgång i Europa.
Serien lades ned helt 1994.

## Figurer i Fix och Foxi
- Fix och Foxi, två små rävar som kunde vara lite busiga och retsamma.
- Fax någon sorts morbror till Fix och Foxi.
- Knox, en korp som var professor och uppfinnare.
- Lupo, en varg som ofta råkade illa ut och dessutom alltid åt en massa tårta.
- Tant Eusebia som bakade tårtor och ofta blev bestulen på sina tårtor av Lupo.
- Pauli, mullvadspojke med egen serie, som hade en hund, Beppo.
- Mimi, Paulis käraste.